# 104P/Kowal
104P/Kowal 2, komet Jupiterove obitelji, objekt blizu Zemlji.